# Alois Hloušek
Alois Hloušek (15. března 1935 Praha – 24. ledna 2017) byl českobudějovický architekt.
V roce 1960 vystudoval Fakultu architektury Českého vysokého učení technického v Praze. Poté nastoupil do Stavoprojektu České Budějovice, kde působil až do roku 1991, kdy přešel na volnou nohu. Mezi jeho realizace patří řada českobudějovických objektů jako Pražské sídliště s obchodním domem Družba a krytým chodníkem; budova Finančního úřadu v Českých Budějovicích (1969, dříve budova Stavoprojektu); Základní škola Kubatova (1972); Sídliště Za Voříškovým dvorem (1974); přestavba kostela svaté Anny na Koncertní síň Otakara Jeremiáše (1987); Jihočeské biologické centrum (1995) a další. Mezi realizace mimo České Budějovice patří například návrh hasičské zbrojnice ve Strakonicích (kolem 1980), nebo sportovní hala v Třeboni v roce 1984. Mnoho z těchto realizací vytvořil se svým spolužákem Ladislavem Konopkou.

## Realizace

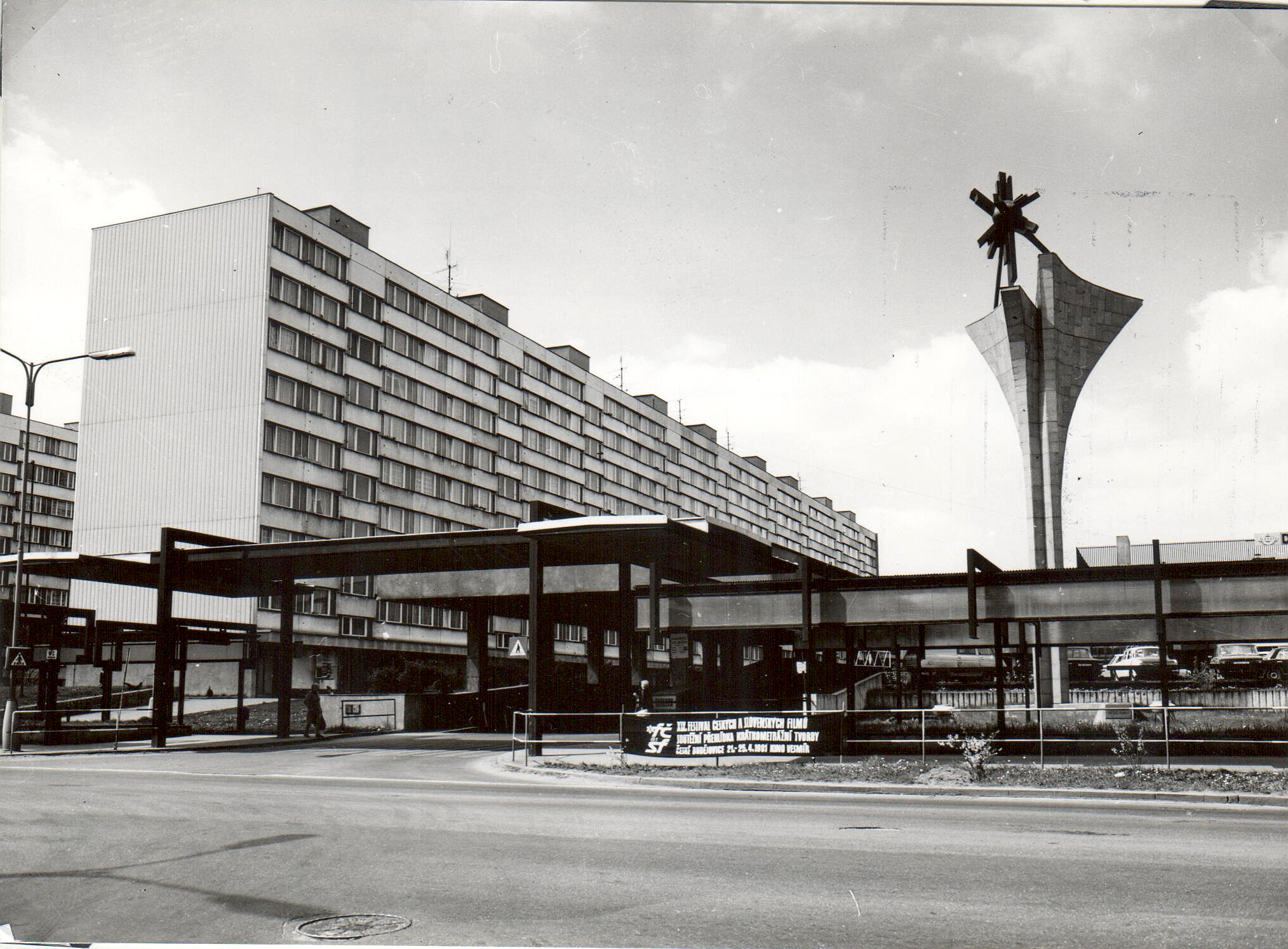
Pražské sídliště a OD Družba
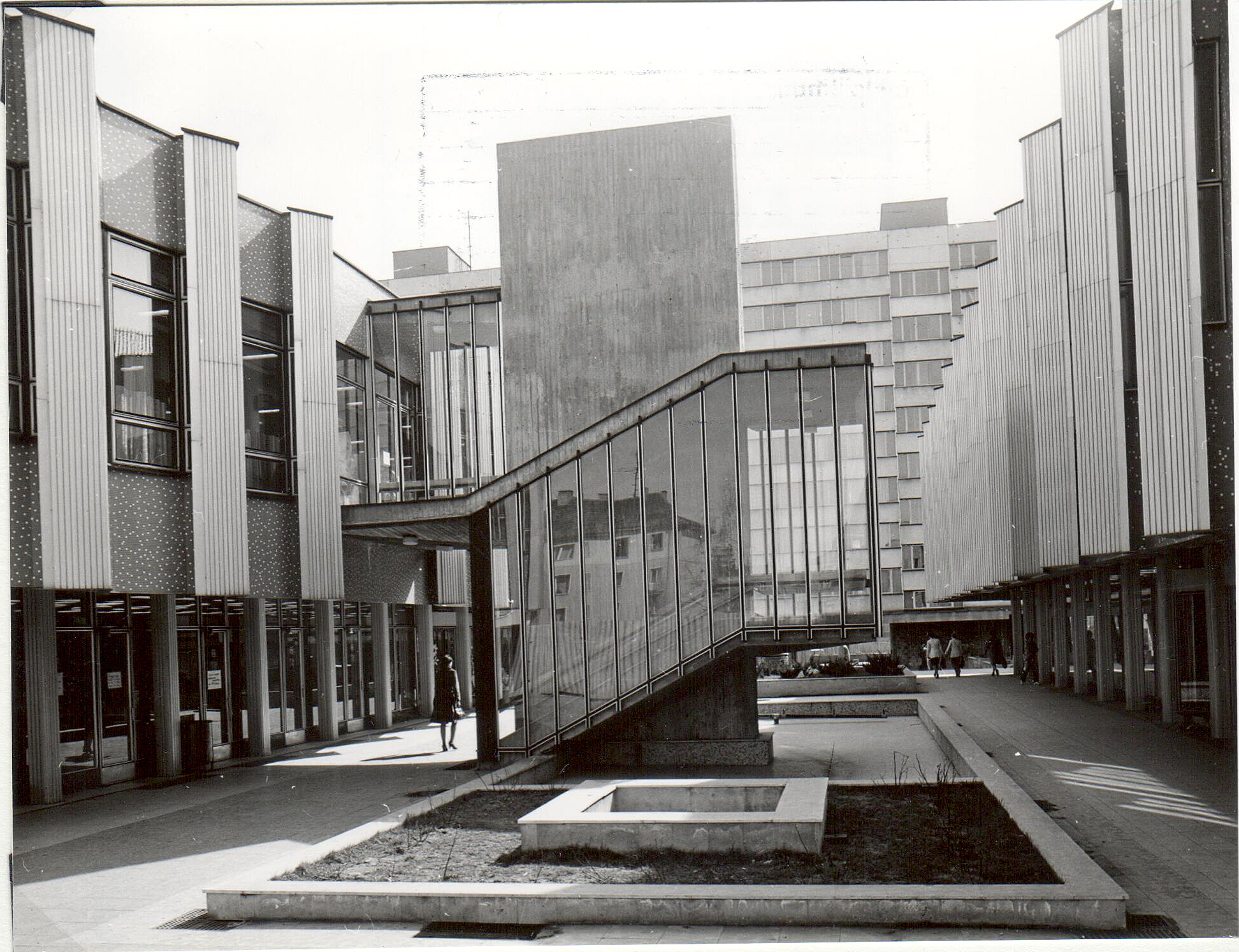
Obchodní dům Družba na Pražském sídlišti
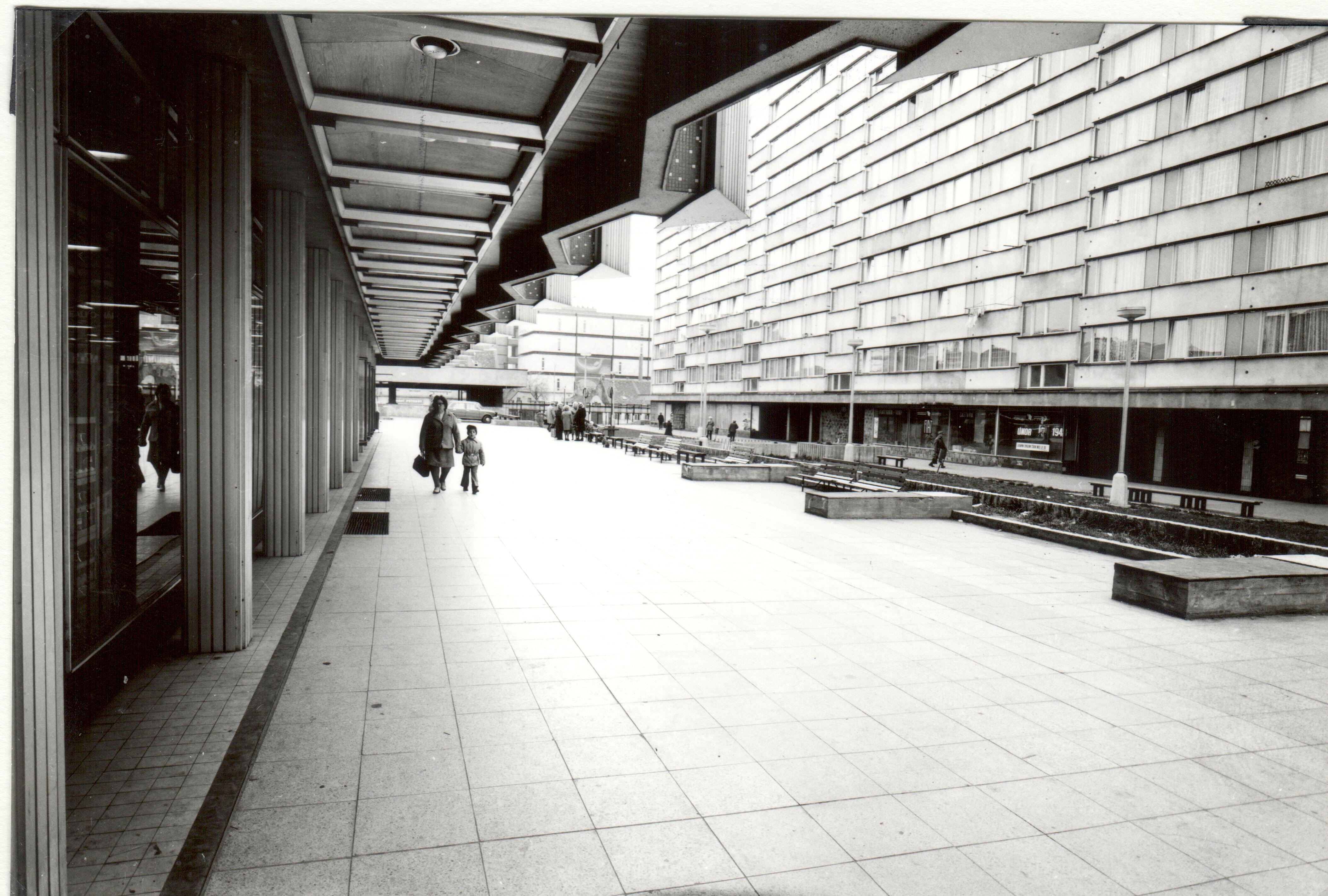
Pražské sídliště a OD Družba
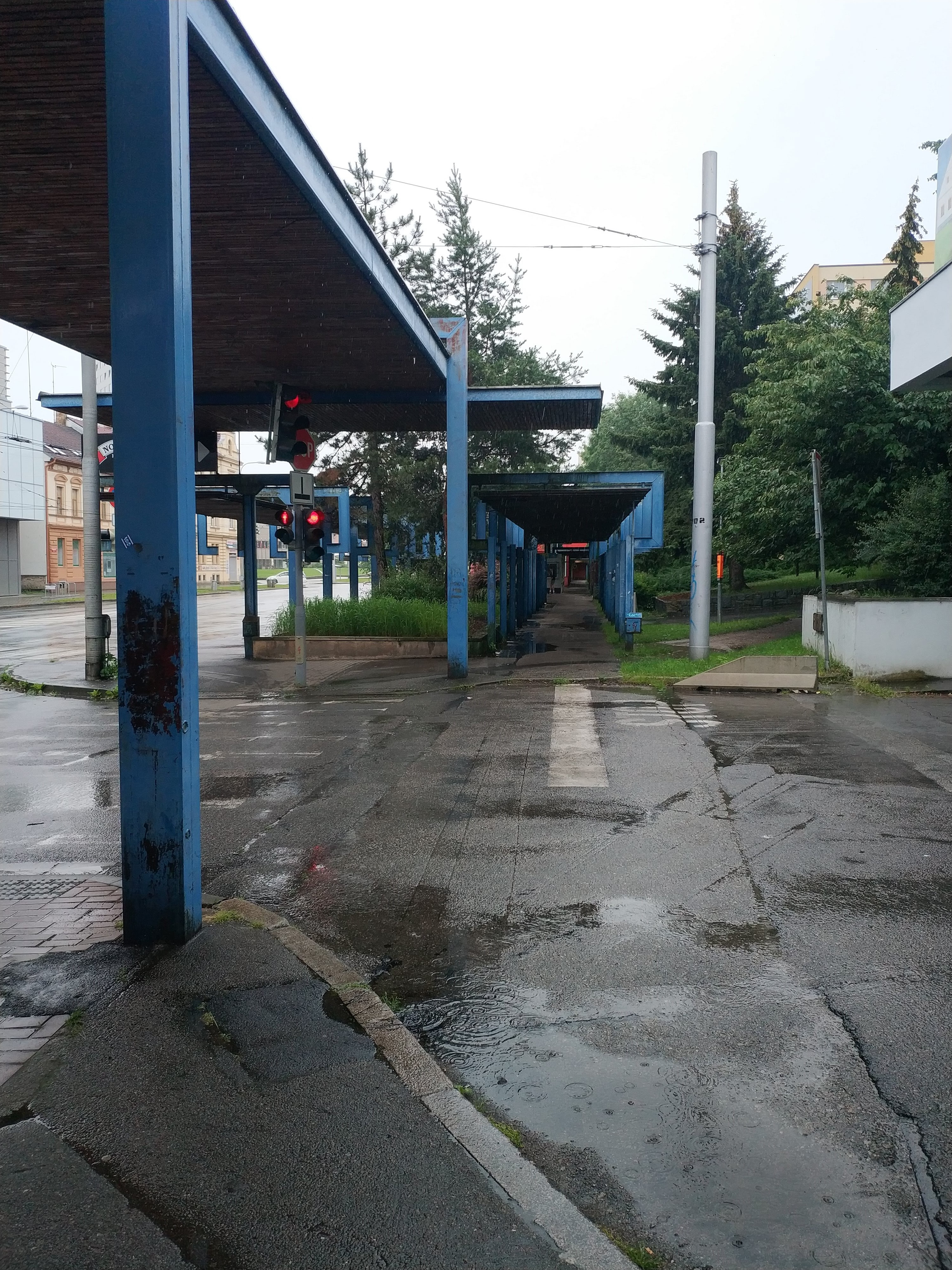
Promenáda na Pražské třídě, součást Pražského sídliště
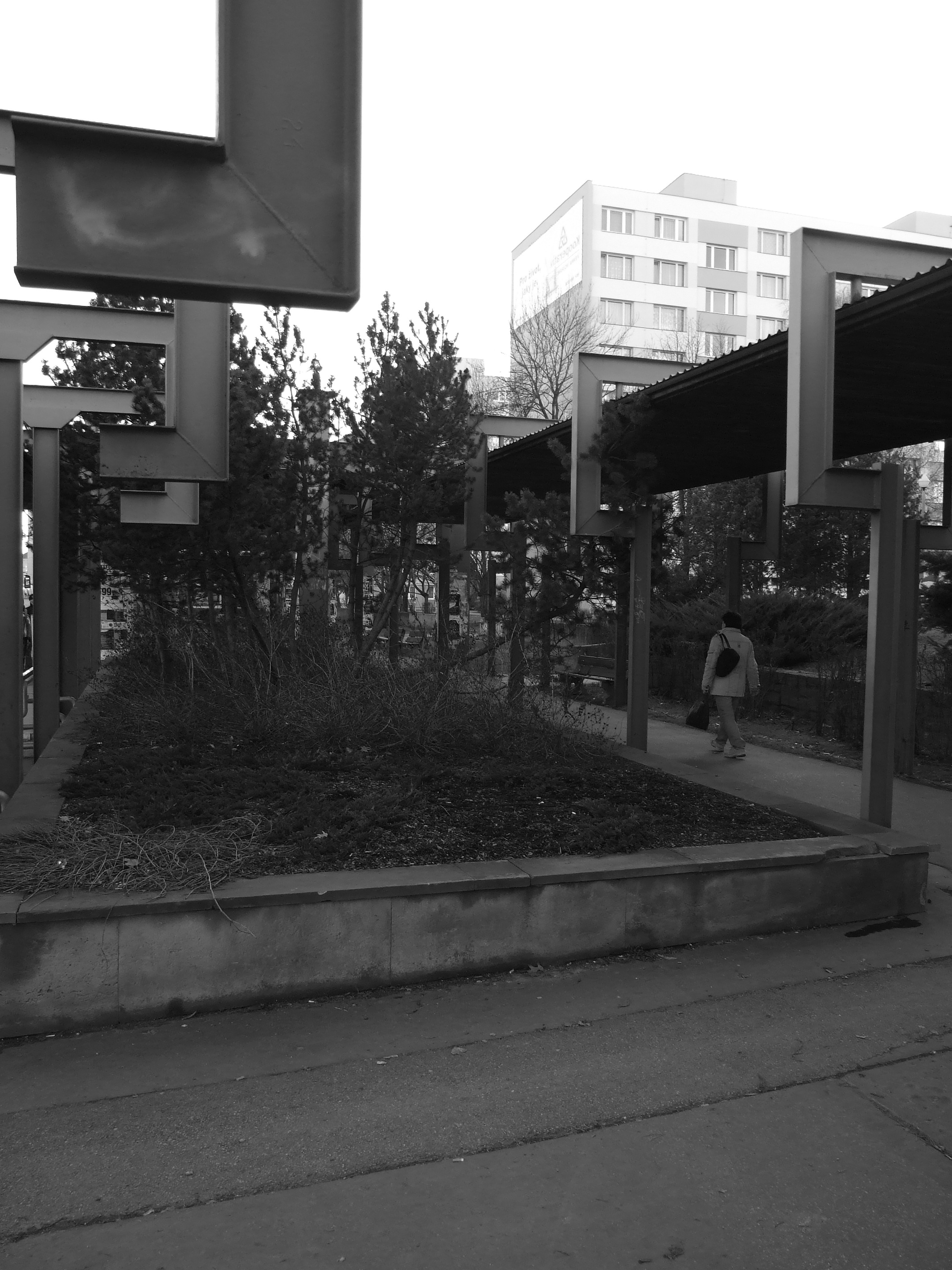
Modré loubí na Pražské